# Marià Fortuny i de Madrazo
Marià Fortuny i de Madrazo (o Mariano Fortuny y Madrazo) (Granada, 11 de maig de 1871 – Venècia, 3 de maig de 1949) fou un pintor, escenògraf i dissenyador tèxtil i industrial. La seva ascendència era catalana per la branca paterna, com a fill del també pintor reusenc Marià Fortuny i Marsal, i castellana per la banda materna, com a fill de Cecília de Madrazo i, per tant, net del pintor Federico de Madrazo. La seva formació fou bàsicament francesa, a París, i el seu arrelament més rellevant a la ciutat de Venècia. Fou conegut com el «Petit Leonardo», en referència a la seva capacitat d'inventiva i a la seva personalitat polifacètica.

## Biografia
Va ser un pintor notable, encara que de menys nivell que son pare, que va morir quan l'infant només tenia tres anys. Llavors, amb la mare, se'n van a viure a París, on començaria a pintar. El 1889, la família es trasllada a Venècia i Fortuny instal·la el seu taller al palau Pesaro degli Orfei, que a la seva mort serà donat a la ciutat per la seva dona, Henriette Nigrin, i actualment acull el Museu Fortuny. Va exposar primer a Londres el 1894 i després a París (1899) i Milà (1900). A Barcelona hi va exposar el 1922. Com a dissenyador de roba i escenògraf, esdevingué una figura del màxim relleu internacional. Va morir a Venècia el 1949. Fou enterrat al cementiri del Campo del Verano, a Roma.

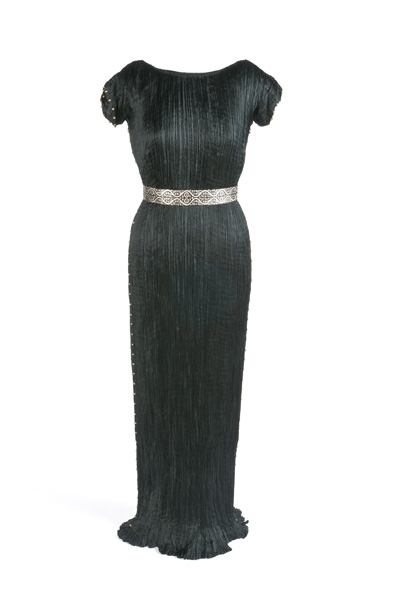
Vestit Delphos

Va registrar més d'una vintena de patents, que inclouen des de processos d'estampació fins a un sistema de navegació, passant per un nou paper fotogràfic i una paleta de colors propis. Va transformar l'espai escènic teatral amb una tècnica d'il·luminació indirecta i l'anomenada «cúpula Fortuny» –un quart d'esfera que feia de reflector i trencava amb els cels pintats dels decorats tradicionals. A més de la pintura, es va dedicar al gravat i a la fotografia, i fou també empresari d'èxit.

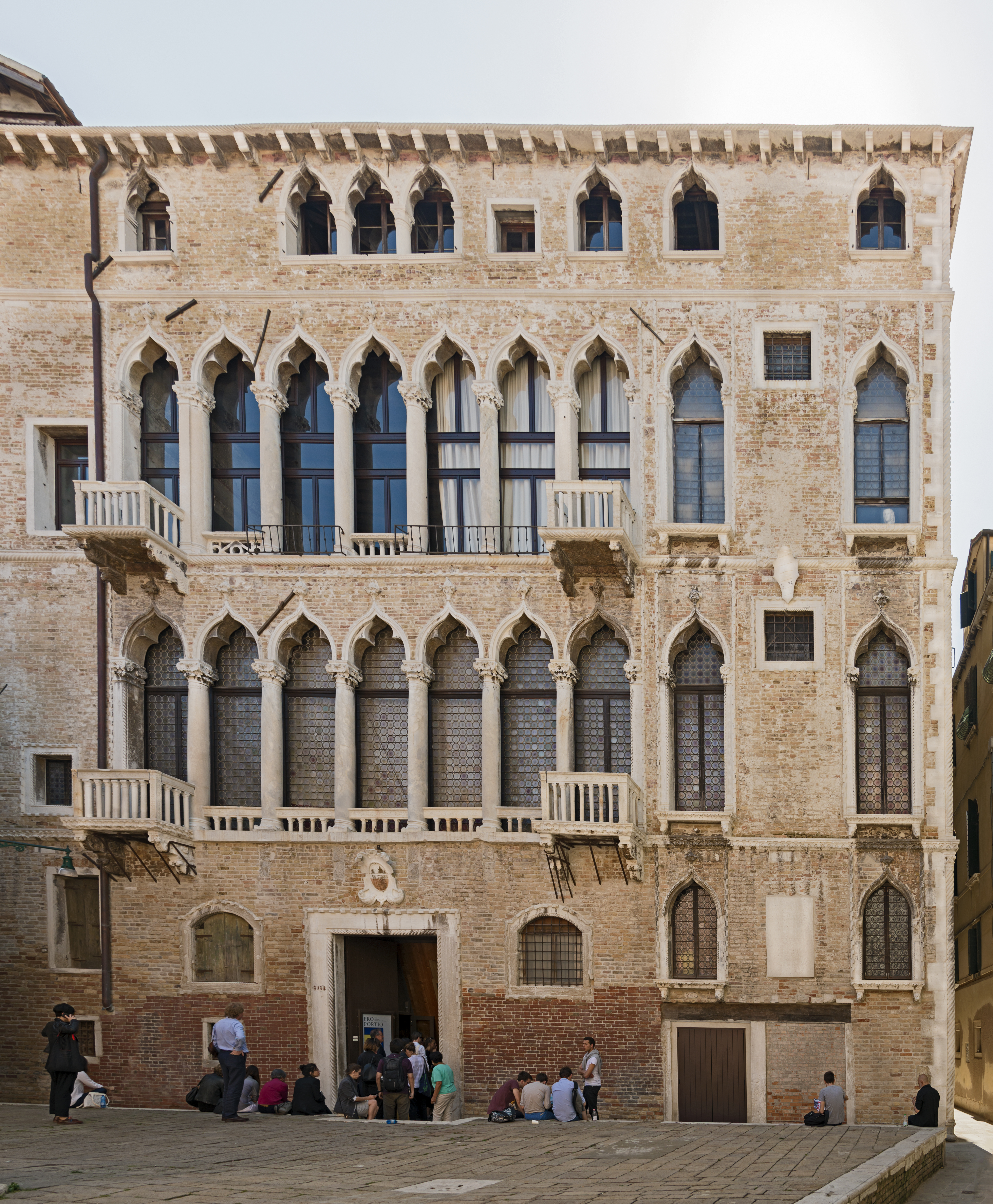
El palau Fortuny, a Venècia

Darrerament ha estat objecte d'una gran mostra retrospectiva per part de l'obra social de la Caixa. L'exposició, amb 300 peces, la majoria provinents del Museu Fortuny de Venècia, ha estat la més exhaustiva que s'ha fet mai sobre l'artista fora de la ciutat italiana i la primera que abasta una visió de totes les facetes de l'artista.
El seu oblit en la seva terra d'origen, Catalunya, es deu a la figura excepcional del seu pare, Marià Fortuny i Marsal, el gran pintor autor de La vicaria i La Batalla de Tetuan, que el va eclipsar. A la resta del món, la seva figura apareix erròniament associada a la decadència de finals del segle xix, quan en realitat era un capdavanter de la modernitat.
El vestit Delphos, que el va consagrar universalment, el va crear el 1909. Fortuny va proposar per a les dones un vestit format per una simple túnica de seda prisada, d'inspiració grecoromana; cadascun dels vestits tenia un color únic, que l'artista obtenia mitjançant un bany en 15 tintes diferents, i tenia uns 400 plecs que permetien que la tela s'adaptés de manera perfecta al cos de la dona. Encara avui dia els vestits Delphos són altament apreciats. També és famós el seu mocador de seda Knossos, igualment inspirat en el món clàssic, de forma rectangular i amb dissenys geomètrics asimètrics; o els llums Fortuny, metàl·lics, per a interiors, i els seus llums de seda. Fortuny va tenir un taller amb cent treballadors i va obrir botigues a París i Londres. Va ser glossat per escriptors com D'Annunzio i Proust, i aquest darrer el va batejar com «el mag de Venècia».

## La cúpula Fortuny
El fet d'aconseguir un ambient lluminós que donés la sensació de profunditat va suposar el primer esforç realitzat per la tècnica moderna. A més a més, també es va procurar que les ombres dels actors o dels objectes fossin tan difuminades com les de la llum diürna. D'aquí va venir la utilització de la cúpula il·luminada directament que, a la vegada, reflectia la llum indirectament, de manera que diluïa suaument les ombres. S'arriba a la conclusió, ja que, que quant més gran és la font d'emissió de llum, en dimensions, més difoses seran les ombres que provoca.
A partir d'aquí, Marià Fortuny tendia a suprimir les bambolines del cel i el teló de fons, la qual cosa era substituïda per tot un continu que tingués el seu propi zenit. Tot això perquè les bambolines són sempre un problema a l'hora d'il·luminar un espectacle, a causa de les bateries de bombetes que es pengen entre elles.
La famosa cúpula de fortuny consistia, així, a un ciclorama situat a la part posterior de l'escenari que servia com a teló de fons i com a pantalla, la qual explotava totes les possibilitats de la llum indirecta. L'aparell era un quart d'esfera, amb la banda còncava de cara a l'espectador, que permetia donar una il·lusió perfecta a les escenes que transcorren a l'aire lliure; accentua l'aparença de realitat.

## Exposicions

### Fortuny i la llàntia meravellosa
Fortuny i la llàntia meravellosa fou una exposició multimèdia sobre els contagis culturals moderns entre Orient i Occident, narrats a partir de la història de les creacions (làmpades, teixits i vestits) que va dissenyar Marià Fortuny i Madrazo. Va tenir lloc entre febrer i abril del 2011 al Disseny Hub Barcelona. Fortuny va ser dissenyador, escenògraf, pintor, fotògraf, inventor i empresari. Una part important de la seva producció l'introdueix en la història apassionant, i sovint tergiversada, dels intercanvis culturals entre Orient i Occident dels últims dos segles. Amb les seves làmpades, teixits i vestits, l'exposició volia rastrejar les empremtes d'una llarga fascinació per Orient que es va estendre per Europa i que Fortuny va saber interpretar i transmetre amb èxit. En aquesta exposició, va tenir un documental homònim fet per Claudio Zulian.

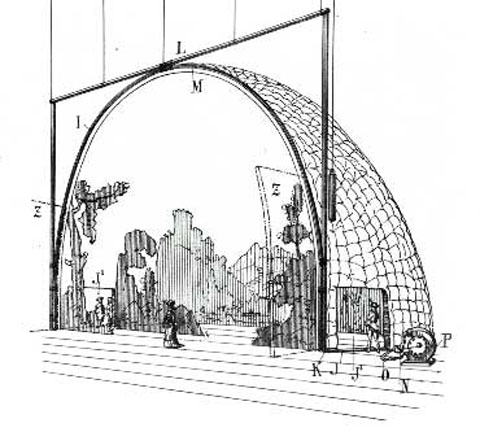
La cúpula de Fortuny